# マノン・ドゥクテル
マノン・ドゥクテル（Manon Deketer、1998年6月8日 - ）はフランス出身の柔道選手。階級は63kg級。

## 経歴
2018年の地中海競技大会63kg級で3位となった。2021年のグランドスラム・パリでも3位だった。2022年にはグランドスラム・テルアビブとグランドスラム・トビリシでそれぞれ3位に入った。オリンピックチャンピオンのクラリス・アグベニューが出産のため代わりに出場した世界選手権では、準決勝でカナダのカトリーヌ・ボーシュマン＝ピナールに敗れるも3位になった。2024年のパリオリンピックにはより活躍していたクラリス・アグベニューがいたために出場できなかった。
IJF世界ランキングは2058ポイント獲得で18位(25/3/17現在)。

## 主な戦績
- 2018年 - 地中海競技大会　3位
- 2018年 - ヨーロッパジュニア　個人戦　5位　団体戦　2位
- 2020年 - グランドスラム・デュッセルドルフ　5位
- 2021年 - グランドスラム・パリ　3位
- 2022年 - グランドスラム・テルアビブ　3位
- 2022年 - グランドスラム・トビリシ　3位
- 2022年 - 世界選手権　3位
- 2023年 -　グランプリ・リンツ 3位
- 2024年 - ヨーロッパオープン・マドリード　優勝
- 2024年 - グランプリ・ザグレブ 2位
- 2024年 - グランドスラム・アブダビ　優勝
- 2025年 - グランドスラム・パリ　2位
- 2025年 -　グランドスラム・トビリシ　2位
- 2025年 - ヨーロッパ選手権　5位

(出典、)